# Blythe Danner

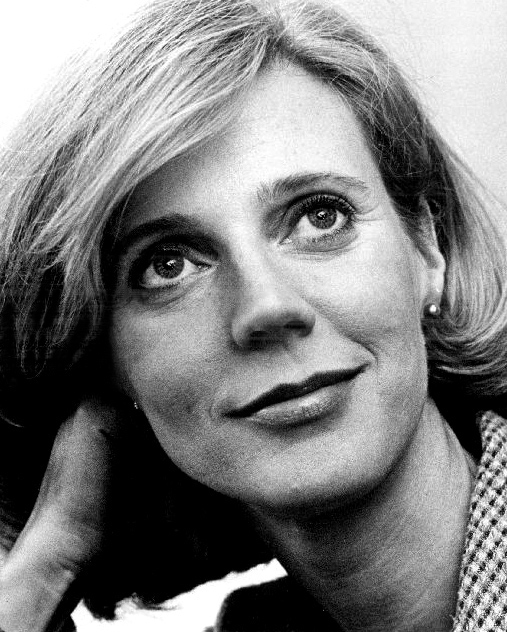
Blythe Danner 1980.

Blythe Danner, född 3 februari 1943 i Philadelphia, är en amerikansk skådespelare. Hon är mor till Gwyneth Paltrow.

## Filmografi (i urval)
- 1975 - Det kom en cowboy till Hollywood - miss Trout
- 1976 - Jakt på dubbelgångare - Tracy Ballard
- 1977 - General Custer - inför rätta - Elizabeth Custer
- 1979 - Esset - Lillian
- 1982 - Det tredje riket - Margarete Speer
- 1982 - Kärleksbarnet - Sheila Beckwith
- 1985 - Tre kring ett mord - hustrun
- 1986 - Brighton Beach Memoirs - Kate
- 1988 - En annan kvinna - Lydia
- 1989 - Dödligt avbrott - Jeannie Finley
- 1990 - Alice - Dorothy
- 1990 - Paret Bridge - Grace
- 1991 - Tidvattnets furste - Sallie Wingo
- 1992 - Olustig misstanke - Bonnie Von Stein
- 1992 - Fruar och äkta män - Rains mamma
- 1994 - Tid att leva - Elisa
- 1994 - Minnen från södern - Lucys mor
- 1997 - Samtal från det förflutna - Paula Tobias
- 1997 - Mad City - Mrs. Banks
- 1997 - The Myth of Fingerprints - Lena
- 1998 - Arkiv X - Fight the Future - Jana Cassidy
- 1999 - Ödets makt - Virginia
- 1999 - The Love Letter - Lillian
- 2000 – Släkten är värst - Dina Byrnes
- 2003 - Sylvia - Aurelia Plath
- 2004 - Familjen är värre - Dina Byrnes
- 2006 - The Last Kiss - Anna
- 2010 – Little Fockers - Dina Byrnes
- 2011 – What's Your Number?
- 2012 - The Lucky One -  Ellie "Nana" Green